# سریدوی شاهموست
سریدوی شاهموست (پارسی میانه: Sridōy Šāhmust) یا سریتود شاهموست یکی از نجیب‌زادگان ساسانی در سده سوم میلادی در زمان حکومت شاپور یکم بود.

## زندگی

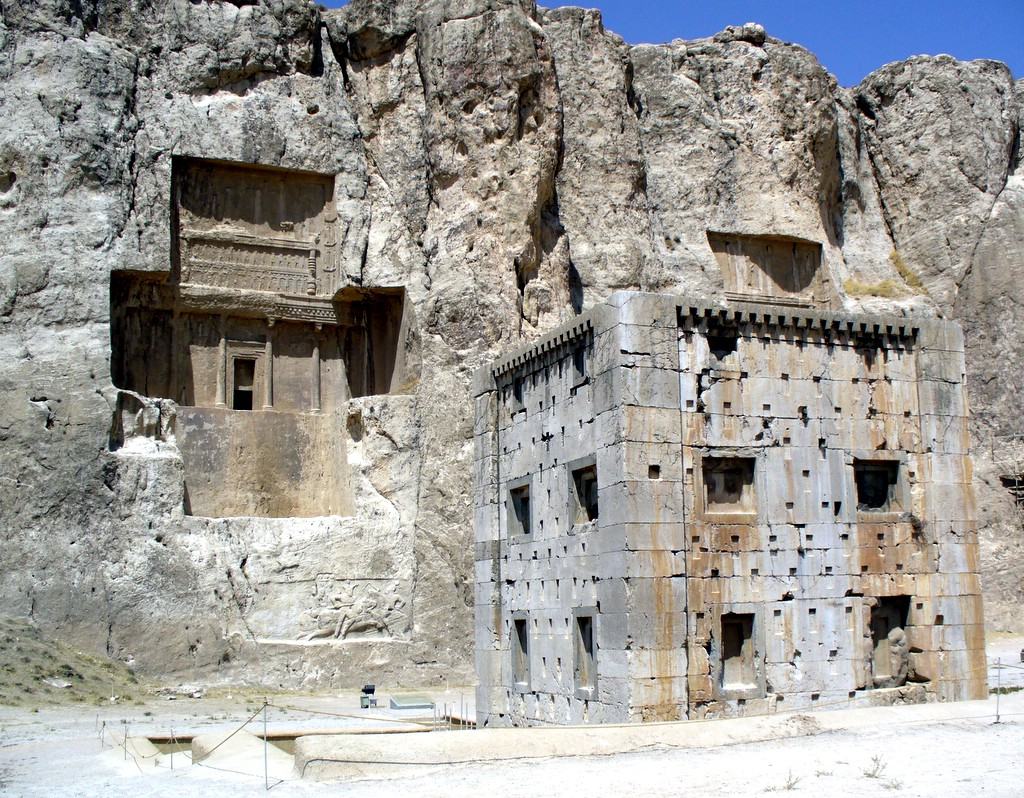
کعبه زرتشت، جایی که سنگ‌نوشته شاپور یکم حک شده‌است

از او در سنگ‌نوشته شاپور یکم بر کعبه زرتشت به عنوان شاهموست (به معنای «نیروی شاه») یاد شده‌است. او در این سنگ‌نوشته در میان ۶۷ نجیب‌زاده در رتبهٔ نوزدهم قرار دارد. اطلاعات دیگری از زندگی او در دست نیست.